# 匯流排拓撲

匯流排拓撲

匯流排拓撲（英文：Bus Topology），又稱匯流排網路（Bus Network）；該網路之節點直接連接到一個共用的半雙工的線性網路上。由於該拓撲是由一條主纜線串接所有的電腦或其他網路設備，因此也稱為線性匯流排（Linear Bus）。

## 運作
每台在匯流排網路中的主機被稱為站點或工作站，在匯流排網路中，每一台工作站都會收到整個匯流排的網路流量，各站所發送的流量擁有平等的優先權。每個匯流排拓撲都會有一個網段和碰撞網域。
為了讓節點能夠同時在匯流排網路中傳輸資料，採用了媒體存取控制技術，例如載波偵聽多路存取（CSMA）或匯流排主控（Bus master）。

## 優缺點

### 優點
1. 非常容易將電腦或周邊設備連上線性匯流排；
2. 比星狀拓撲使用更少的電纜；
3. 非常適合小型網絡；
4. 实现成本较低；

### 缺點
1. 如果有一部分主纜上中斷時，整個網路都會中斷；
2. 必須於主纜的兩端安裝終端子；
3. 如果整個網路發生中斷，找出問題會相對麻煩；
4. 越多裝置加入到網路，傳輸速度越慢；
5. 维护及管理成本可能较高；